# Ладозеро
Ладозеро — озеро на территории Сумпосадского сельского поселения Беломорского района, Валдайского сельского поселения Сегежского района Республики Карелии и Онежского района Архангельской области.

## Общие сведения
Площадь озера — 1,6 км². Располагается на высоте 166,8 метров над уровнем моря.
Форма озера лопастная, продолговатая: вытянуто с северо-запада на юго-восток. Берега каменисто-песчаные.
Из северо-западной оконечности озера вытекает ручей без названия, впадающий в Хижозеро, через которое протекает река Сума, впадающая в Онежскую губу Белого моря (Поморский берег).
В озере расположены три острова без названия.
Код объекта в государственном водном реестре — 02020001411102000008912.